# Nuoto ai XIX Giochi del Mediterraneo - 200 metri dorso maschili
La gara dei 200 metri dorso maschili ai XIX Giochi del Mediterraneo si è svolta il 5 luglio 2022. Al mattino si sono svolte le batterie, mentre la finale si è disputata nel pomeriggio.

## Podio
| Pos. | Atleta          | Nazione |
| ---- | --------------- | ------- |
|      | Lorenzo Mora    | Italia  |
|      | Matteo Restivo  | Italia  |
|      | Christophe Brun | Francia |

## Record
Prima della manifestazione il record del mondo (RM) e il record dei Giochi del Mediterraneo (RG) erano i seguenti.
|  | 1'51"92 | Aaron Peirsol     | 31 luglio 2009 Roma    |
|  | 1'54"96 | Aschwin Wildeboer | 28 giugno 2009 Pescara |

Durante la competizione non sono stati migliorati record.

## Risultati

### Batterie
| Pos. | Batteria | Corsia | Atleta                 | Nazionalità | Tempo   | Note |
| ---- | -------- | ------ | ---------------------- | ----------- | ------- | ---- |
| 1    | 2        | 6      | Christophe Brun        | Francia     | 1'59"78 | Q    |
| 2    | 1        | 7      | Anže Ferš Eržen        | Slovenia    | 2'00"35 | Q    |
| 3    | 2        | 5      | Lorenzo Mora           | Italia      | 2'00"66 | Q    |
| 3    | 1        | 5      | Matteo Restivo         | Italia      | 2'00"66 | Q    |
| 5    | 1        | 2      | Diego Mira             | Spagna      | 2'00"96 | Q    |
| 6    | 1        | 6      | Primož Šenica Pavletič | Slovenia    | 2'01"32 | Q    |
| 7    | 2        | 2      | Mathys Chouchaoui      | Francia     | 2'01"47 | Q    |
| 8    | 2        | 7      | Javier Arauz           | Spagna      | 2'01"64 | Q    |
| 9    | 2        | 3      | Eyaggelos Makrygiannis | Grecia      | 2:01"75 |      |
| 10   | 2        | 4      | Francisco Santos       | Portogallo  | 2'02"13 |      |
| 11   | 1        | 4      | Berke Saka             | Turchia     | 2'02"74 |      |
| 12   | 1        | 3      | João Costa             | Portogallo  | 2'03"23 |      |
| 13   | 2        | 1      | Abdellah Ardjoune      | Algeria     | 2'04"18 |      |
| 14   | 1        | 1      | Ognjen Marić           | Croazia     | 2'04"29 |      |
| 15   | 2        | 8      | Frenkli Vogli          | Albania     | 2'14"20 |      |

### Finale
| Pos. | Corsia | Atleta                 | Nazionalità | Tempo   | Note |
| ---- | ------ | ---------------------- | ----------- | ------- | ---- |
|      | 3      | Lorenzo Mora           | Italia      | 1'57"62 |      |
|      | 6      | Matteo Restivo         | Italia      | 1'57"77 |      |
|      | 4      | Christophe Brun        | Francia     | 1'58"40 |      |
| 4    | 1      | Mathys Chouchaoui      | Francia     | 2'00"11 |      |
| 5    | 7      | Primož Šenica Pavletič | Slovenia    | 2'00"51 |      |
| 6    | 2      | Diego Mira             | Spagna      | 2'00"63 |      |
| 7    | 8      | Javier Arauz           | Spagna      | 2'00"83 |      |
| 8    | 5      | Anže Ferš Eržen        | Slovenia    | 2'00"85 |      |